# Can Xacó (Sant Feliu de Buixalleu)
Can Xacó és una masia de Sant Feliu de Buixalleu (Selva) inclosa a l'Inventari del Patrimoni Arquitectònic de Catalunya.

## Descripció
Masia aïllada, orientada al sud est, situada al barri de Gaserans, dins el terme municipal de Sant Feliu de Buixalleu.
L'edifici, de planta baixa, dos pisos i golfes, està cobert per una teulada a doble vessant, amb el vessant dret, més allargat. Totes les obertures de la façana són en arc pla, excepte la obertura triple de la galeria amb balaustrada que hi ha al segon pis, a la part esquerra. Al costat dret, hi ha la pallissa, que segurament seria un afegit posterior, amb la porta de la planta baixa en arc rebaixat, i la del pis en arc de mig punt. A les golfes, un ull de bou.
Els murs són de maçoneria, i els façanes estan arrebossades. A la façana principal hi ha un rellotge de sol.

## Història
No es coneix cap mena de documentació sobre la masia. El propietari creu que degué ser construïda al segle xviii.